# Ernst Günther
Ernst Günther – szwajcarski lekkoatleta, długodystansowiec. Uczestnik Igrzysk Olimpijskich 1948.
Podczas Igrzysk Olimpijskich w Londynie w 1948 roku brał udział w biegu na 5000 metrów. W swoim biegu eliminacyjnym zajął ostatnie, 9. miejsce i nie awansował do finału.
Złoty medalista mistrzostw Szwajcarii z 1948 roku (5000 metrów).

## Rekordy życiowe
- Bieg na 5000 metrów – 15:08,0 (1947)